# Campeonato Europeo Sub-16 de la UEFA 1989
El Campeonato Europeo Sub-16 de la UEFA 1989 se llevó a cabo en Dinamarca del 4 al 14 de mayo y contó con la participación de 16 selecciones infantiles de Europa provenientes de una fase eliminatoria.
Portugal venció en la final a Alemania Democrática para conseguir su primer título continental de la categoría.

## Participantes
| - Austria - Bulgaria - Dinamarca - Alemania Democrática | - Francia - Grecia - Italia - Países Bajos | - Noruega - Portugal - Rumania - Escocia | - Unión Soviética - España - Suiza - Yugoslavia |

## Fase de grupos

### Grupo A
| País     | J | G | E | P | GF | GC | GD | Pts |
| -------- | - | - | - | - | -- | -- | -- | --- |
| Portugal | 3 | 3 | 0 | 0 | 9  | 0  | +9 | 6   |
| Suiza    | 3 | 1 | 1 | 1 | 4  | 3  | +1 | 3   |
| Rumania  | 3 | 1 | 1 | 1 | 1  | 4  | -3 | 3   |
| Noruega  | 3 | 0 | 0 | 3 | 1  | 8  | -7 | 0   |

| Equipo 1 | Resultado | Equipo 2 |
| -------- | --------- | -------- |
| Portugal | 2-0       | Suiza    |
| Noruega  | 0-1       | Rumania  |
| Portugal | 3-0       | Noruega  |
| Suiza    | 0-0       | Rumania  |
| Rumania  | 0-4       | Portugal |
| Suiza    | 4-1       | Noruega  |

### Grupo B
| País       | J | G | E | P | GF | GC | GD | Pts |
| ---------- | - | - | - | - | -- | -- | -- | --- |
| Francia    | 3 | 2 | 1 | 0 | 7  | 3  | +4 | 5   |
| Yugoslavia | 3 | 2 | 1 | 0 | 4  | 0  | +4 | 5   |
| Dinamarca  | 3 | 1 | 0 | 2 | 10 | 9  | +1 | 2   |
| Austria    | 3 | 0 | 0 | 3 | 5  | 14 | -9 | 0   |

| Equipo 1   | Resultado | Equipo 2   |
| ---------- | --------- | ---------- |
| Francia    | 0-0       | Yugoslavia |
| Austria    | 3-9       | Dinamarca  |
| Francia    | 3-2       | Austria    |
| Yugoslavia | 2-0       | Dinamarca  |
| Dinamarca  | 1-4       | Francia    |
| Austria    | 0-2       | Yugoslavia |

### Grupo C
| País         | J | G | E | P | GF | GC | GD | Pts |
| ------------ | - | - | - | - | -- | -- | -- | --- |
| España       | 3 | 2 | 1 | 0 | 5  | 2  | +3 | 5   |
| Países Bajos | 3 | 1 | 1 | 1 | 4  | 5  | -1 | 3   |
| Grecia       | 3 | 0 | 2 | 1 | 4  | 5  | -1 | 2   |
| Bulgaria     | 3 | 0 | 2 | 1 | 3  | 4  | -1 | 2   |

| Equipo 1     | Resultado | Equipo 2     |
| ------------ | --------- | ------------ |
| Bulgaria     | 1-1       | Grecia       |
| España       | 2-0       | Países Bajos |
| Bulgaria     | 2-2       | España       |
| Grecia       | 3-3       | Países Bajos |
| Países Bajos | 1-0       | Bulgaria     |
| Grecia       | 0-1       | España       |

### Grupo D
| País                 | J | G | E | P | GF | GC | GD | Pts |
| -------------------- | - | - | - | - | -- | -- | -- | --- |
| Alemania Democrática | 3 | 1 | 2 | 0 | 4  | 3  | +1 | 4   |
| Unión Soviética      | 3 | 1 | 2 | 0 | 4  | 3  | +1 | 4   |
| Escocia              | 3 | 0 | 2 | 1 | 4  | 5  | -1 | 2   |
| Italia               | 3 | 0 | 2 | 1 | 2  | 3  | -1 | 2   |

| Equipo 1             | Resultado   | Equipo 2             |
| -------------------- | ----------- | -------------------- |
| Escocia              | 1-2         | Unión Soviética      |
| Alemania Democrática | 1-0         | Italia               |
| Escocia              | 2-2         | Alemania Democrática |
| Unión Soviética      | 1-1         | Italia               |
| Italia               | 1-1         | Escocia              |
| Unión Soviética      | 1-1 (5-6 p) | Alemania Democrática |

## Fase Final
|  | Semifinales           | Semifinales           |   |                    | Final              | Final |  |
|  |                       |                       |   |                    |                    |       |  |
|  |                       |                       |   |                    |                    |       |  |
|  | Kolding, 11 de mayo   |                       |   |                    |                    |       |  |
|  | Portugal              | 2                     |   |                    |                    |       |  |
|  | España                | 1                     |   |                    |                    |       |  |
|  |                       |                       |   |                    |                    |       |  |
|  |                       |                       |   |                    | Vejle, 14 de mayo  |       |  |
|  |                       |                       |   |                    | Portugal           | 4     |  |
|  |                       | Alemania Democrática  | 1 |                    |                    |       |  |
|  |                       |                       |   |                    |                    |       |  |
|  |                       |                       |   |                    |                    |       |  |
|  |                       |                       |   |                    | Tercer lugar       |       |  |
|  | Silkeborg, 11 de mayo | Silkeborg, 11 de mayo |   | Brande, 14 de mayo | Brande, 14 de mayo |       |  |
|  | Francia               | 0                     |   | España             | 2                  |       |  |
|  | Alemania Democrática  | 3                     |   |                    | Francia            | 3     |  |

## Campeón
| Eurocopa Sub-16 1989 |
| -------------------- |
| Bandera de Portugal  |
| Portugal 1º Título   |

## Clasificados al Mundial Sub-17
| - Alemania Democrática | - Francia | - Portugal |